# Primera División de Islas Feroe 2015
La Effodeildin 2015 fue 73va. temporada de la Primera División de las Islas Feroe. La temporada comenzó el 1 de marzo de 2015 y finalizó el 2 de octubre de 2015. B36 Tórshavn conquistó su undécimo título.

## Ascensos y descensos
| Pos. | de Primera División de Islas Feroe 2014 |
| ---- | --------------------------------------- |
| 9.º  | Skála ÍF                                |
| 10.º | B68 Toftir                              |

| Pos. | de 1. Deild 2014 |
| ---- | ---------------- |
| 1.º  | TB Tvøroyri      |
| 2.º  | FC Suðuroy       |

## Sistema de competición
Los 10 equipos participantes jugaron entre sí todos contra todos tres veces totalizando 27 partidos por cada equipo. Al final de la temporada el primer clasificado obtuvo un cupo para la Liga de Campeones 2016-17, mientras que el segundo y el tercer clasificado obtuvieron un cupo para la Liga Europa 2016-17. Por otro lado los dos últimos clasificados descendieron a la 1. Deild 2016.
Un tercer cupo para la Liga Europa 2016-17 fue asignado al campeón de la Copa de Islas Feroe.

## Clubes
| Club            | Ciudad     | Estadio            | Capacidad |
| --------------- | ---------- | ------------------ | --------- |
| AB Argir        | Argir      | Argir Stadium      | 2.000     |
| B36 Tórshavn    | Tórshavn   | Gundadalur         | 5.000     |
| TB Tvøroyri     | Tvøroyri   | Við Stórá Stadium  | 1,000     |
| EB/Streymur     | Streymnes  | við Margáir        | 1.000     |
| HB Tórshavn     | Tórshavn   | Gundadalur         | 5.000     |
| FC Suðuroy      | Vágur      | Vesturi á Eiðinum  | 3,000     |
| KÍ Klaksvík     | Klaksvík   | Djúpumýra Stadium  | 3.000     |
| NSÍ Runavík     | Runavík    | Runavík Stadium    | 2.000     |
| ÍF Fuglafjørður | Skáli      | Skála Stadium      | 2,000     |
| Víkingur Gøta   | Norðragøta | Serpugerði Stadium | 3.000     |

## Tabla de posiciones
| Pos. | Equipo           | Pts. | PJ | G  | E  | P  | GF | GC | Dif. | Clasificación 2016–17                 |
| ---- | ---------------- | ---- | -- | -- | -- | -- | -- | -- | ---- | ------------------------------------- |
| 1    | B36 Tórshavn (C) | 61   | 27 | 18 | 7  | 2  | 60 | 25 | +35  | Primera ronda de la Liga de Campeones |
| 2    | NSÍ              | 54   | 27 | 16 | 6  | 5  | 73 | 37 | +36  | Primera ronda de la Liga Europa       |
| 3    | Víkingur Gøta    | 53   | 27 | 15 | 8  | 4  | 68 | 35 | +33  | Primera ronda de la Liga Europa       |
| 4    | HB               | 43   | 27 | 11 | 10 | 6  | 43 | 31 | +12  | Primera ronda de la Liga Europa       |
| 5    | KÍ               | 41   | 27 | 11 | 8  | 8  | 50 | 41 | +9   |                                       |
| 6    | ÍF               | 27   | 27 | 5  | 12 | 10 | 44 | 56 | −12  |                                       |
| 7    | TB               | 26   | 27 | 4  | 14 | 9  | 36 | 47 | −11  |                                       |
| 8    | AB               | 24   | 27 | 4  | 12 | 11 | 34 | 42 | −8   |                                       |
| 9    | Suðuroy          | 22   | 27 | 6  | 4  | 17 | 39 | 68 | −29  | Descenso a 1. deild 2016              |
| 10   | EB/Streymur      | 11   | 27 | 2  | 5  | 20 | 27 | 92 | −65  | Descenso a 1. deild 2016              |

Actualizado a los partidos jugados el 3 de octubre de 2015.
 Fuente: Soccerway
Notas:
1. ↑  El Víkingur Gøta obtuvo un cupo para la Primera ronda de la Liga Europa 2016-17 tras ganar la Copa de Islas Feroe 2015.

## Tabla de resultados cruzados
| Local \ Visitante | AB  | B36 | EBS | HB  | ÍF  | KÍ  | NSÍ | SUÐ | TB  | VÍK |
| ----------------- | --- | --- | --- | --- | --- | --- | --- | --- | --- | --- |
| AB                | —   | 1–3 | 1–2 | 0–1 | 1–1 | 0–4 | 1–2 | 2–1 | 1–1 | 0–0 |
| B36               | 1–1 | —   | 1–1 | 1–1 | 4–0 | 1–0 | 3–0 | 1–0 | 3–0 | 3–3 |
| EB/Streymur       | 0–0 | 0–2 | —   | 0–3 | 2–2 | 4–4 | 0–8 | 3–5 | 0–3 | 1–2 |
| HB                | 2–2 | 1–3 | 4–2 | —   | 1–0 | 3–1 | 1–1 | 0–0 | 0–0 | 2–1 |
| ÍF                | 3–3 | 3–1 | 4–1 | 1–1 | —   | 3–1 | 0–3 | 2–3 | 2–0 | 1–3 |
| KÍ                | 2–1 | 2–1 | 4–0 | 0–2 | 0–0 | —   | 3–3 | 3–0 | 1–0 | 3–2 |
| NSÍ               | 2–1 | 2–2 | 5–1 | 2–0 | 3–1 | 3–0 | —   | 6–1 | 0–0 | 2–4 |
| FC Suðuroy        | 3–1 | 1–3 | 2–1 | 1–2 | 5–2 | 0–2 | 1–3 | —   | 1–3 | 1–3 |
| TB Tvøroyri       | 1–1 | 1–3 | 3–2 | 1–1 | 1–1 | 1–1 | 2–3 | 4–1 | —   | 2–2 |
| Víkingur Gøta     | 3–1 | 1–1 | 3–0 | 3–0 | 2–2 | 3–3 | 5–1 | 4–0 | 7–2 | —   |

| Local \ Visitante | AB  | B36 | EBS | HB  | ÍF  | KÍ  | NSÍ | SUÐ | TB  | VÍK |
| ----------------- | --- | --- | --- | --- | --- | --- | --- | --- | --- | --- |
| AB                | —   | —   | —   | —   | 2–2 | —   | 0–1 | —   | 3–0 | 0–0 |
| B36               | 2–2 | —   | —   | —   | —   | 2–1 | 3–0 | —   | 2–1 | 1–0 |
| EB/Streymur       | 0–4 | 0–5 | —   | —   | 0–3 | —   | —   | —   | 2–2 | 2–1 |
| HB                | 3–1 | 1–2 | 6–0 | —   | —   | —   | —   | 2–0 | 2–2 | —   |
| ÍF                | —   | 1–3 | —   | 2–2 | —   | 1–1 | —   | 3–3 | —   | —   |
| KÍ                | 1–3 | —   | 6–1 | 2–0 | —   | —   | —   | 2–1 | —   | —   |
| NSÍ               | —   | —   | 6–0 | 0–0 | 5–1 | 4–1 | —   | 5–1 | —   | —   |
| FC Suðuroy        | 1–1 | 1–3 | 3–2 | —   | —   | —   | —   | —   | 2–2 | 1–3 |
| TB Tvøroyri       | —   | —   | —   | —   | 1–1 | 1–1 | 2–2 | —   | —   | 0–2 |
| Víkingur Gøta     | —   | —   | —   | 3–2 | 4–2 | 1–1 | 3–1 | 3–1 | —   | —   |

## Máximos goleadores
Detalle con los máximos goleadores de la Primera División de Islas Feroe, de acuerdo con los datos oficiales de la Federación de Fútbol de las Islas Feroe.
- Datos según la página oficial de la competición.

| Pos. | Jugador                  | Club          | Goles |
| ---- | ------------------------ | ------------- | ----- |
| 1    | Klæmint Olsen            | NSÍ           | 21    |
| 2    | Finnur Justinussen       | Víkingur Gøta | 15    |
| 3    | Andreas Lava Olsen       | Víkingur Gøta | 12    |
| 3    | Pól Jóhannus Justinussen | NSÍ           | 12    |
| 5    | Heðin Klakstein          | KÍ            | 11    |
| 6    | Albert Adu               | TB            | 10    |
| 6    | Árni Frederiksberg       | NSÍ           | 10    |
| 6    | Łukasz Cieślewicz        | B36           | 10    |